# Distrikt Quinocay

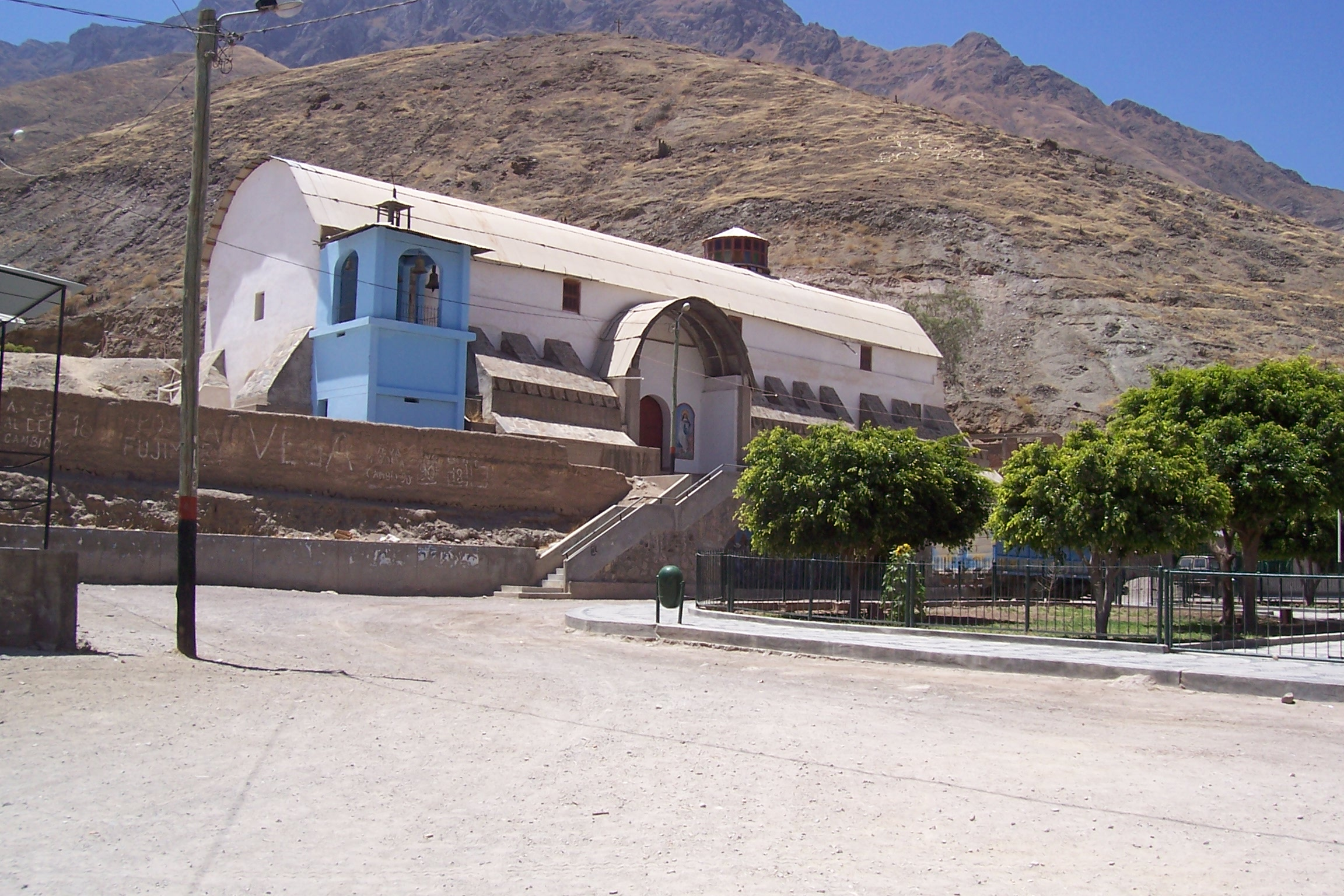
Kirche in San Juan de Viscas

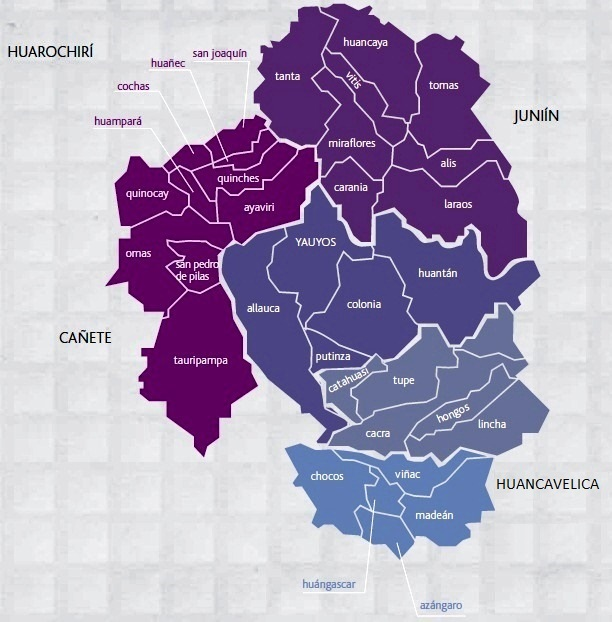
Karte der Provinz Yauyos

Der Distrikt Quinocay liegt in der Provinz Yauyos in der Region Lima im zentralen Westen von Peru. Der Distrikt wurde am 25. März 1960 gegründet. Er besitzt eine Fläche von 157 km². Beim Zensus 2017 lebten 476 Einwohner im Distrikt. Im Jahr 1993 lag die Einwohnerzahl bei 688, im Jahr 2007 bei 608. Die Distriktverwaltung befindet sich in der 2652 m hoch gelegenen Ortschaft San Pedro de Quinocay mit 164 Einwohnern (Stand 2017). San Pedro de Quinocay befindet sich 35 km westnordwestlich der Provinzhauptstadt Yauyos.

## Geographische Lage
Der Distrikt Quinocay befindet sich in der peruanischen Westkordillere im nördlichen Westen der Provinz Yauyos. Der Fluss Río Mala durchquert den Distrikt in westlicher Richtung.
Der Distrikt Quinocay grenzt im Westen an den Distrikt Calango (Provinz Cañete), im Norden an die Distrikte Mariatana und Sangallaya (beide in der Provinz Huarochirí), im Osten an die Distrikte Cochas und Huampara sowie im Süden an den Distrikt Omas.

## Ortschaften
Neben San Pedro de Quinocay gibt es noch die größere Ortschaft San Juan de Viscas (245 Einwohner). Diese liegt auf einer Höhe von lediglich 1500 m im Flusstal des Río Mala. Durch San Juan de Viscas führt eine Hauptstraße, welche die Gebirgsorte im oberen Einzugsgebiet des Río Mala mit der Pazifikküste verbindet.